# Gerard Martín
Gerard Martín Langreo (* 26. února 2002) je španělský fotbalista, který hraje jako obránce za Barcelonu. 

## Klubová kariéra
V roce 2023 přestoupil do Barcelony Atlètic, B-týmu Barcelony.
Dne 17. srpna 2024 debutoval za Barcelonu v La Lize proti Valencii, střídal Alejandra Baldeho.
V březnu 2025 vstřelil Martín svůj první gól, proti Realu Sociedad.